# Largo Sant'Antonio

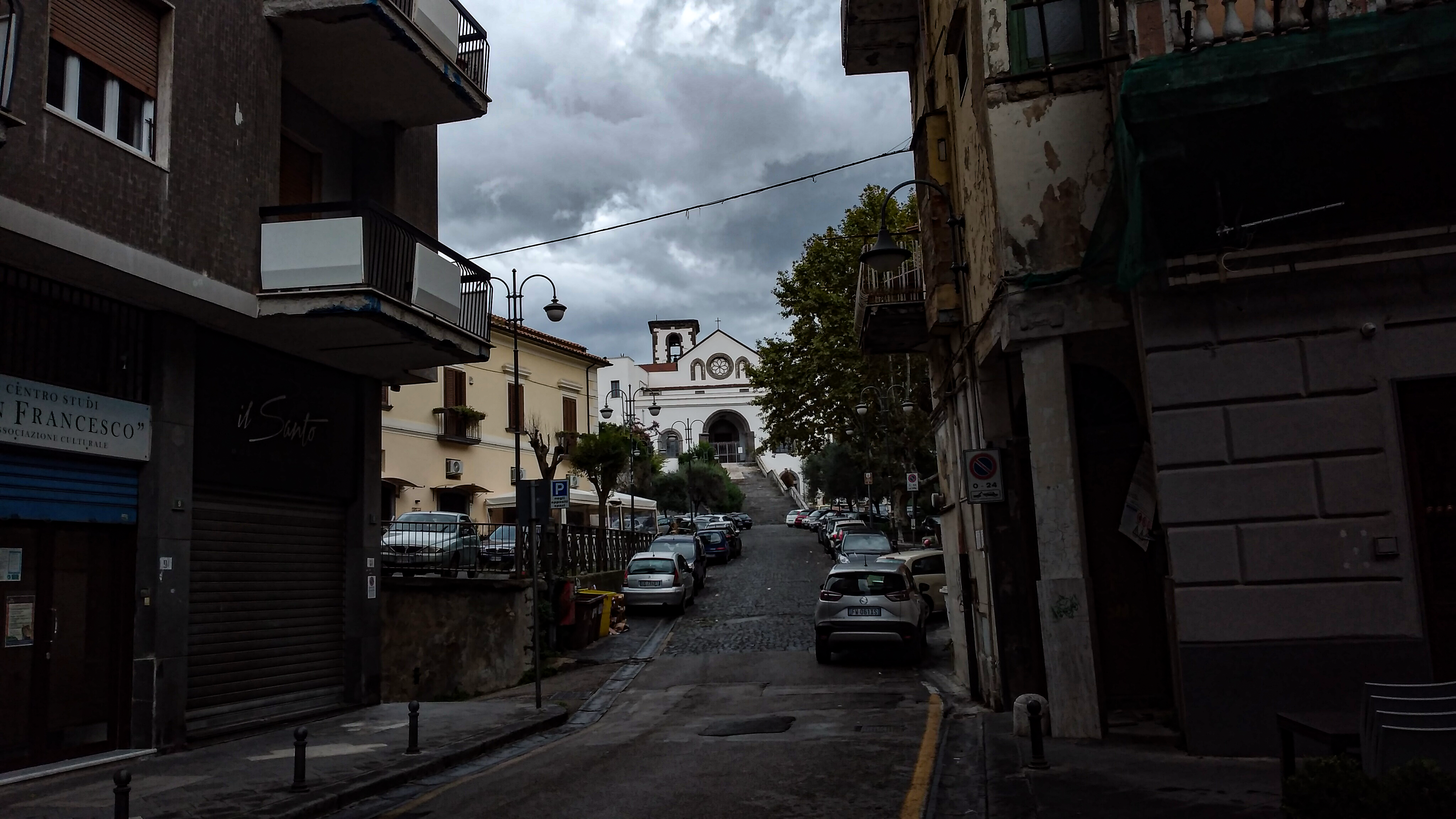
Vista di Largo sant'Antonio

Il Largo Sant'Antonio di Nocera Inferiore è una piazza addossata alla collina di Sant'Andrea (o collina del Parco), di cui rappresenta uno degli ingressi principali. È il perno centrale del sistema viario che dall'antico Borgo porta al Mercato. 
Vi si accede dalla caratteristica piazza  Piazza Zanardelli, apprezzabile per un elegante palazzo stile liberty, e dalla chiesa rinascimentale del Corpo di Cristo, oppure dalla scalinata monumentale (via Elena degli Angeli) di via Gian Battista Castaldo.

## Struttura
È dominata dall'imponente scalinata che conduce al convento di Sant'Antonio, dinanzi alla quale campeggiava una volta la statua bianca della Madonna, oggi spostata al di sotto di un riparo sotto roccia nella prospiciente collina.
La parte alla sinistra del convento è stata recentemente liberata e adornata con giardini in modo da aprire gradevolmente lo sguardo verso piazza Michele de' Santis.

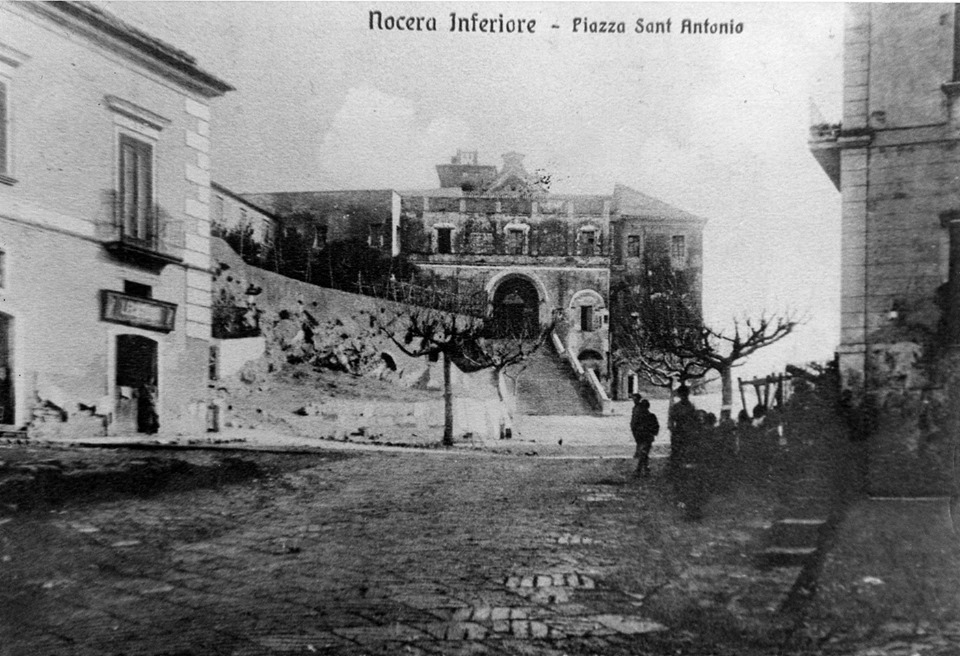
Cartolina di Largo Sant'Antonio nei primi anni '30

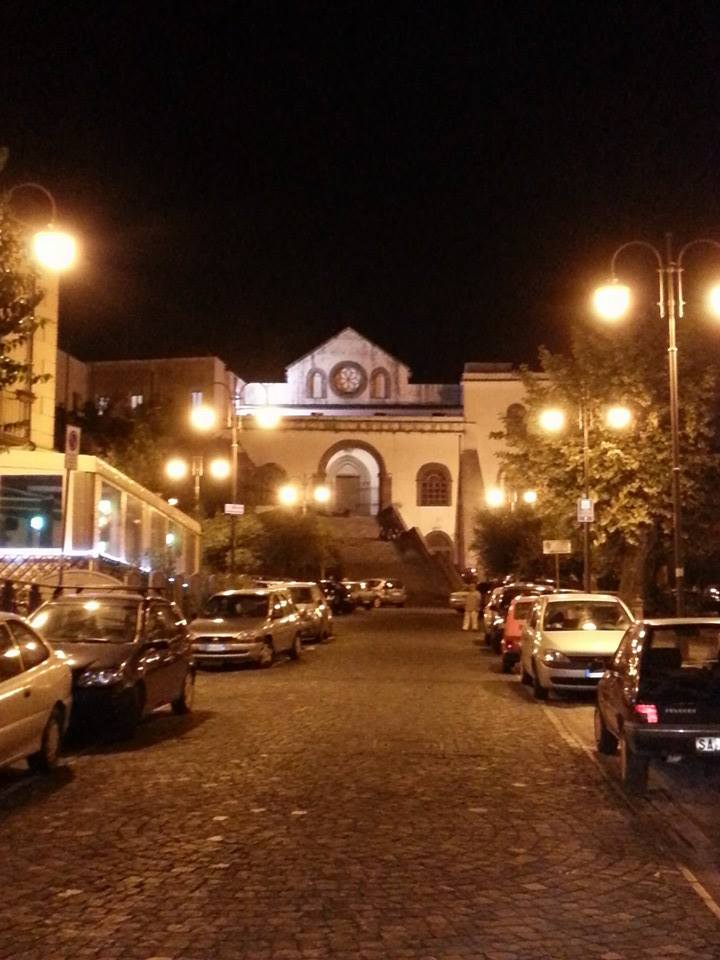
Il Largo